# Décibel Z
Pour les articles homonymes, voir DBZ et Décibel (homonymie).

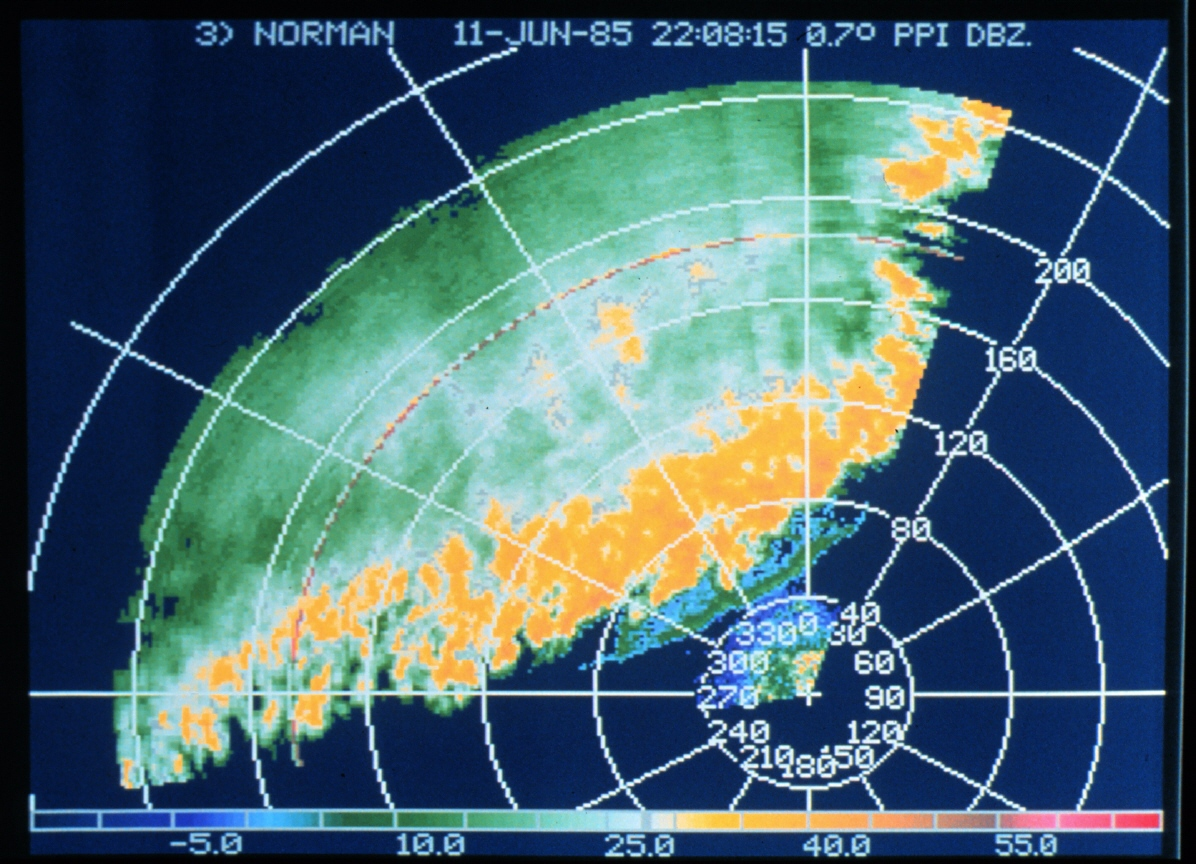
Affichage d'un radar météorologique avec échelle en dBZ affichée en bas de l'image

dBZ, abréviation de décibel Z, est une unité logarithmique de la réflectivité (Z) des cibles radars en météorologie. Il s'agit du rapport entre le retour venant de précipitations réelles par rapport au signal émis tel que  {\displaystyle \scriptstyle {Z(dBZ)=10\,log\,\left(Z_{{\acute {e}}mis}/Z_{retour}\right)}} exprimé en décibels.

## Définition de Z
L’écho de retour réfléchi par les cibles météorologiques est analysé pour son intensité afin d’établir le taux de précipitations dans le volume sondé par un radar. On utilise une longueur d’onde radar entre 1 et 10 cm afin que le retour agisse selon la loi de Rayleigh, c'est-à-dire que l'intensité de retour est proportionnelle à une puissance du diamètre des cibles pourvu que celles-ci (pluie, flocons, etc.) soient beaucoup plus petites que la longueur d’onde du faisceau radar. C’est ce qu’on nomme la réflectivité (Z). Cette intensité varie en fait comme la 6e puissance du diamètre des cibles de diamètre D (le sixième moment) multiplié par la distribution des gouttes de pluie (N[D] de Marshall-Palmer) ce qui donne une fonction Gamma tronquée :
{\displaystyle Z=\int _{0}^{Dmax}N_{0}e^{-\Lambda D}D^{6}dD}

## Transformation en dBZ
Comme les gouttes de pluie ont un diamètre de l'ordre de 1 millimètre, ce Z est en {\displaystyle mm^{6}m^{-3}} (μm3), ce qui donne des unités plutôt inhabituelles. En normalisant par l'équivalent de ce que retournerait une cible de 1 mm dans un mètre cube d'air ({\displaystyle Z_{0}}), on obtient :
{\displaystyle dBZ\propto 10\,log{\frac {Z}{Z_{0}}}}
La variation de Z est très grande entre les échos faibles et ceux forts revenant des hydrométéores. C'est pour cette raison que l'on utilise la logarithme de Z pour restreindre la plage de valeurs. On multiplie également par 10 pour avoir des valeurs plus grandes que l'unité.

## Interprétation

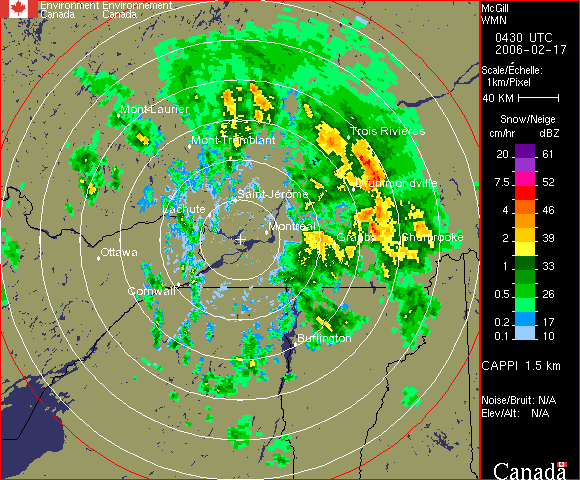
Cappi de réflectivité à 1.5 km d'altitude par le radar de Montréal avec l'échelle en dBZ et cm/h. (Source Environnement Canada)

Selon la définition mathématique de Z, elle est obtenue par la somme de toutes les gouttes dans le volume sondé, multipliée par leur diamètre. Donc on ne peut déterminer si Z provient de quelques grosses gouttes ou d'une multitude de très petites juste en regardant l'affichage radar. De plus, certains facteurs, comme le type de précipitations et la bande brillante, change la valeur de Z. Le météorologue doit donc connaître la situation météorologique pour interpréter correctement les informations du radar.
Dans une situation de pluie chaude : > 40 dBZ représente une forte pluie, 24 à 39 une pluie d'intensité modérée et 8 à 23 de la pluie faible. Des réflectivités plus basses sont liées au mouvement de très fines particules en air clair ou aux retours venant de cibles biologiques comme les oiseaux et les insectes. Des valeurs plus grandes que 60 dBZ sont le plus souvent associées avec de la grêle dans un orage. 
Dans la neige les valeurs seuils de Z sont beaucoup plus basses car la constante diélectrique (K) de la glace est beaucoup plus petite que celle de l'eau. Pour corriger cet effet, on multiple Z par le rapport de K de la pluie sur celle de la neige pour donner le Z équivalent ( {\displaystyle Z_{e}} ) aux gouttes d'eau de même masse que les flocons. Et c'est souvent {\displaystyle Z_{e}} qui est affiché, comme dans la figure de droite.
Certains services météorologiques utilisent directement les valeurs en dBZ dans l'affichage des données de réflectivités. C'est le cas du National Weather Service américain. Par contre, d'autres utilisent une relation de conversion des unités entre le taux de précipitations et les dBZ pour donner des images en mm/h ou en cm/h. Le Service météorologique du Canada et Météo-France sont dans ce dernier groupe,.
La relation de conversion vers le taux de précipitations R est :
{\displaystyle \,Z_{e}=aR^{b}} {\displaystyle \qquad {\begin{cases}\end{cases}}}Où a et b dépendent du type de précipitations (pluie, neige, convective ou stratiforme)
La plus connue est la relation Z-R de Marshall-Palmer qui donne a=200 et b=1,6,. Elle est encore l'une des plus utilisées car elle est valide pour de la pluie synoptique dans les latitudes moyennes, un cas très fréquent. D'autres relations ont été trouvées pour des situations de neige, de pluie sous orage, pluie tropicale, etc.